# Ricardo Quaresma

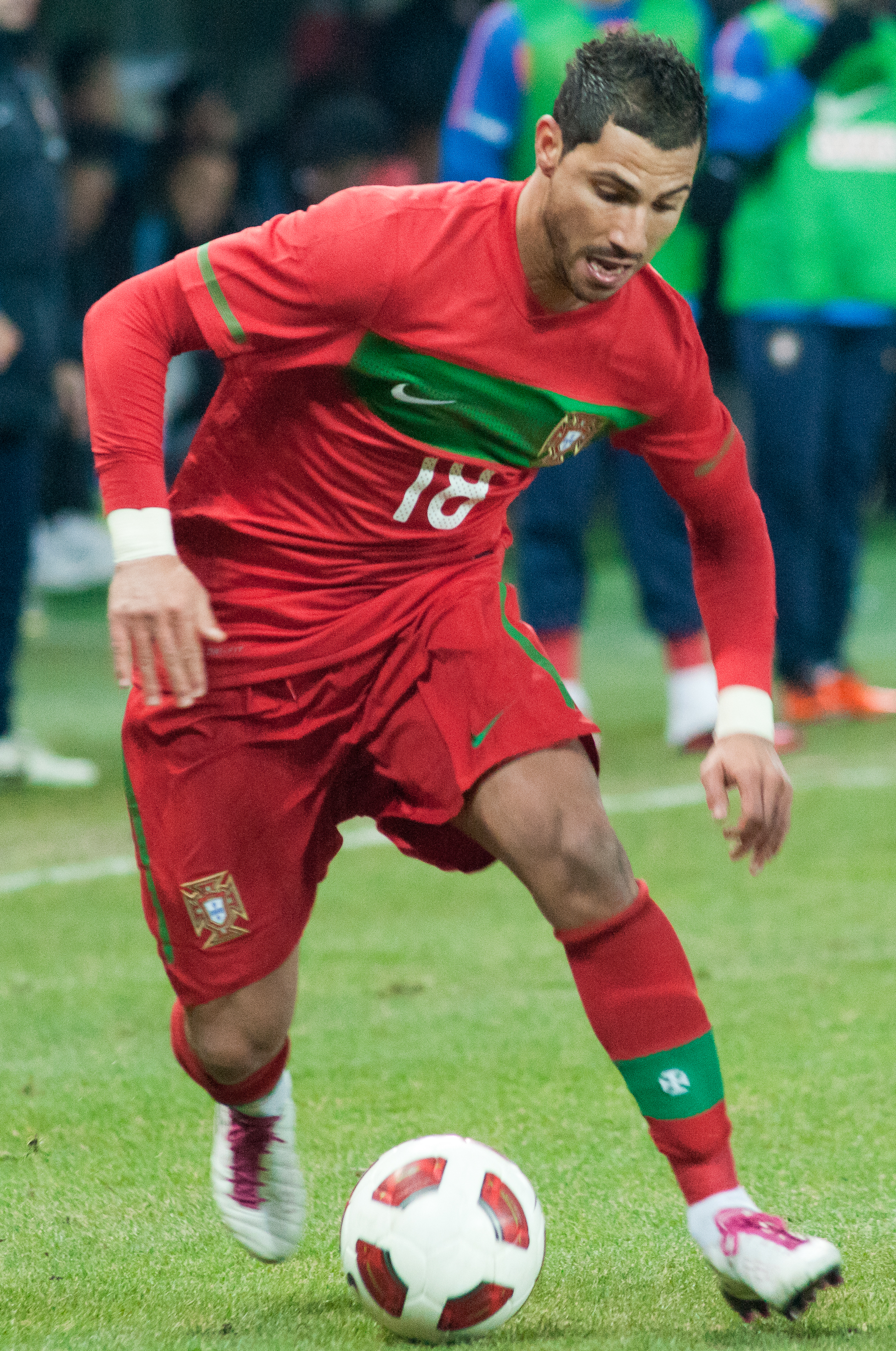
Quaresma la naționala Portugaliei în 2011, într-un meci cu Argentina.

Ricardo Andrade Quaresma Bernardo (n. 26 septembrie 1983, Lisabona, Portugalia) este un fotbalist portughez retras din activitate. Cel mai des a jucat pe postul de mijlocaș dreapta.
El a fost format de clubul Sporting Lisabona, și a fost decoperit de antrenorul român, Ladislau Bölöni, alături de Cristiano Ronaldo, ambii fiind remarcați pentru viteza și tehnica lor deosebită.

## Cariera

### Sporting Lisabona
Ricardo Quaresma și-a început cariera la Sporting Lisabona, chiar dacă el ținea cu rivala de moarte Benfica. Încă de pe vremea când era doar un copil, a fost remarcat de școala de fotbal a clubului de unde a fost promovat la prima echipă în 2001 de managerul de atunci, românul Ladislau Bölöni, alături de prietenul său Cristiano Ronaldo. În primul sezon în prima ligă Portugheză el a jucat în 22 de meciuri și a înscris de 3 ori.
În cel de-al 2-lea sezon el a jucat cele mai multe minute dintre jucătorii de la Sporting (2216), bifând 31 de apariții și marcând 5 goluri. El a fost desemnat, alături de Cristiano Ronaldo, cei mai buni jucători de la Sporting în sezonul 2002-2003.

### FC Barcelona
În sezonul următor Quaresma a fost vândut de Sporting Lisabona în Spania, la FC Barcelona pentru suma de 6.000.000 €. A debutat într-un meci amical cu AC Milan, înscriind unicul gol al partidei. În meciurile oficiale, portughezul a intrat mai mereu în postura de rezervă, înscriind un singur gol în 22 de partide. Spre finalul sezonului 2003-2004 el s-a accidentat la piciorul drept, ratând astfel Campionatul European under 21 din 2004, dar și turneul final de la Euro 2004, unde intrase în vederile selecționerului Luiz Felipe Scolari. Înainte de începerea sezonului 2004 - 2005, antrenorul catalanilor, Frank Rijkaard a hotărât să-l cedeze la FC Porto la schimb cu Deco.

### F.C. Porto
La Porto a avut un debut de sezon excelent, el reușind să înscrie în Supercupa Europei 2004, primul gol în tricoul lui Porto. Ricardo a "recidivat" în Supercupa Portugaliei, cu Benfica, înscriind unicul gol al meciului, și aducând trofeul pe Estádio do Dragão. 
Jucând 32 de meciuri, adică în toate partidele oficiale ale lui Porto, Quaresma a devenit om de bază în primul 11 al lusitanilor reușind să marcheze 5 goluri. Și pentru ca anul să fie perfect pentru el, FC Porto a câștigat Campionatul Mondial al Cluburilor FIFA 2004, grație golului decisiv înscris de el la penalty-uri în finala cu columbienii de la Once Caldas. 
Declarat cel mai bun jucător din prima ligă portugheză, Quaresma a reușit în sezonul următor să devină idolul suporterilor lui Porto, înscriind goluri de generic și contribuind decisiv la câștigarea titlului de campion al Portugaliei. Astfel, după 29 de meciuri bifate, și 5 goluri marcate, Quaresma a intrat în lotul lui Scolari, pentru Campionatul Mondial din Germania, dar nu a jucat deloc, pentru că Luiz Felipe Scolari a considerat că este cam "zgârcit" cu defensiva.

### Inter Milano
La 1 septembrie 2008, Quaresma a semnat un contract cu echipa italiană Inter Milano, ca urmare a unui schimb între cele două echipe, care a presupus plata unei sume de 18,6 milioane de euro plus transferul jucătorului portughez Pelé (Vítor Hugo Gomes Passos) la Porto. Acesta a marcat în primul său meci din Serie A, împotriva echipei Catania Calcio, în victoria de pe teren propriu, cu scorul de 2-1. La finalul sezonului, Quaresma a primit premiul „Bidone d'oro” pentru cel mai slab fotbalist din prima divizie italiană. 
La 2 februarie 2009, a fost dat cu titlu de împrumut clubului englez Chelsea FC, până pe 30 iunie. Prima sa apariție pe teren a fost în cadrul unui meci purtat pe teren propriu împotriva Hull City, care s-a finalizat cu scorul de 0-0. După ce a avut un început dezamăgitor pe San Siro, Quaresma a declarat că mutarea sa temporară la Chelsea i-a redat încrederea, afirmând: „Când eram la Inter, nu mă simțeam foarte încrezător. Nu jucam bine și nici nu eram fericit, însă acum deja am încredere mai mare în mine de când sunt la Chelsea. Mi-a readus bucuria pe care n-am avut-o la Inter.”
Întors la Inter, acesta a primit tricoul cu numărul 7, „moștenit” după retragerea din activitate a fotbalistului Luís Figo. Totuși, în contextul sosirii fotbalistului macedonean Goran Pandev, antrenorul José Mourinho a preferat să-l includă pe acesta în planurile sale, în detrimentul lui Quaresma, care a mai avut doar 11 apariții în Serie A, fără goluri înscrise.

### Beșiktaș
La 13 iunie 2010, Ricardo Quaresma s-a alăturat echipei de fotbal Beșiktaș, pentru suma de 7,3 milioane de euro, semnând un contract pe trei ani. Primul gol l-a înscris în meciul purtat împotriva FC Viktoria Plzeň, în cadrul celei de-a treia runde de calificări din UEFA Europa League. De asemenea, a făcut parte din lotul cu care clubul a câștigat Cupa Turciei, în anul 2011. În finala purtată cu İstanbul Bașakșehir FK, Quaresma a deschis scorul în minutul 33, fiind numit Omul meciului, după ce a înscris golul decisiv în runda loviturilor de departajare.
Pe 25 aprilie 2011, Quaresma și coechipierul Nihat Kahveci au avut o dispută pe teren, după ce Quaresma nu ar fi reușit să paseze mingea celui din urmă, însă conflictul a fost oprit rapid de către ceilalți colegi de echipă. De asemenea, în cadrul meciului din optimile Europa League cu Atlético Madrid, în urma căruia Beșiktaș a fost înfrântă cu 3-1, jucătorul portughez a mai avut o altercație, la pauză, în vestiare, cu antrenorul Carlos Carvahal, după ce a decis să-l înlocuiască în timpul meciului cu un alt jucător. După acest din urmă conflict, conducerea clubului l-a suspendat pe Quaresma pe durată nedeterminată, fiind eliberat de contract pe 20 decembrie 2012, cu 6 luni înainte ca acesta să expire.

### Al Ahli
Pe 8 ianuarie 2013, acesta a semnat un contract cu echipa Al Ahli, din Emiratele Arabe Unite. Acesta a avut 10 apariții în cadrul sezonului, înscriind două goluri. Pe 29 mai, Quaresma a devenit liber de contract.

### Întoarcerea la Porto
Pe 1 ianuarie 2014, Quaresma a revenit la F.C. Porto, fiind aclamat de peste 10.000 de fani în cadrul primului său antrenament la noua echipă. Acesta a marcat primul gol în meciul cu Eintracht Frankfurt din șaisprezecimile Europa League, din 20 februarie (care s-a încheiat cu scorul de 2-2). Ulterior, a mai înscris un gol în meciul împotriva SSC Napoli (finalizat, de asemenea, cu scorul de 2-2), respectiv golul de consolare în meciul împotriva Sevilla FC, care s-a încheiat cu o înfrângere (4-1).
Pe 15 aprilie 2015, Quaresma a înscris două goluri (dintre care unul din penalty) în primele 10 minute ale meciului împotriva clubului german FC Bayern München, în sferturile de finală ale Ligii Campionilor UEFA (finalizat cu 3-1).

### Întoarcerea la Beșiktaș
În iulie 2015, Quaresma a semnat un nou contract cu Beșiktaș, fiind așteptat la aeroport de mii de fani. Acesta a declarat că scopul revenirii sale în Turcia este câștigarea ligii, scop care a fost atins, ba chiar menținut și pentru următorul sezon.

### Ultimii ani de carieră
Quaresma a continuat să activeze în prima divizie turcă și după ce a devenit liber de contract, fiind cooptat, la 29 august 2019, de echipa Kasımpașa, pentru un singur sezon, contract care a încetat în iulie 2020.
În septembrie 2020, acesta a revenit în Portugalia, semnând un contract pe doi ani cu echipa Vitória de Guimarães. În primul an, acesta a înscris patru goluri, clubul său terminând sezonul 2020-2021 pe locul 7. În ultimul an de activitate, acesta a avut mai puține apariții în primul lot, urmând ca, în mai 2022, Ricardo Quaresma să anunțe plecarea sa de la clubul de fotbal.

## Statistici
| Sezon   | Club                  | Competiția     | Meciuri | Goluri |
| ------- | --------------------- | -------------- | ------- | ------ |
| 2001/02 | Sporting C.P.         | Primeira Liga  | 28      | 3      |
| 2002/03 | Sporting C.P.         | Primeira Liga  | 31      | 5      |
| 2003/04 | FC Barcelona          | La Liga        | 22      | 1      |
| 2004/05 | F.C. Porto            | Primeira Liga  | 32      | 5      |
| 2005/06 | F.C. Porto            | Primeira Liga  | 29      | 5      |
| 2006/07 | F.C. Porto            | Primeira Liga  | 26      | 6      |
| 2007/08 | F.C. Porto            | Primeira Liga  | 21      | 5      |
| 2008/09 | Inter Milano          | Serie A        | 13      | 1      |
| 2009/10 | Inter Milano          | Serie A        | 11      | 0      |
| 2008/09 | Chelsea FC (împrumut) | Premier League | 4       | 0      |
| 2010/11 | Beșiktaș              | Süper Lig      | 21      | 3      |
| 2011/12 | Beșiktaș              | Süper Lig      | 25      | 5      |
| 2012/13 | Al Ahli               | UAE Pro League | 10      | 2      |
| 2013/14 | F.C. Porto            | Primeira Liga  | 12      | 4      |
| 2014/15 | F.C. Porto            | Primeira Liga  | 30      | 6      |
| 2015/16 | Beșiktaș              | Süper Lig      | 26      | 4      |
| 2016/17 | Beșiktaș              | Süper Lig      | 29      | 2      |
| 2017/18 | Beșiktaș              | Süper Lig      | 26      | 4      |
| 2018/19 | Beșiktaș              | Süper Lig      | 26      | 3      |
| 2019/20 | Beșiktaș              | Süper Lig      | 1       | 0      |
| 2019/20 | Kasımpașa             | Süper Lig      | 24      | 4      |
| 2020/21 | Vitória de Guimarães  | Primeira Liga  | 28      | 4      |
| 2021/22 | Vitória de Guimarães  | Primeira Liga  | 23      | 2      |
| Total   | Total                 | Total          | 504     | 77     |

### Internațional
Apariții și goluri în funcție de an:
| Portugalia | Portugalia | Portugalia |
| An         | Meciuri    | Goluri     |
| ---------- | ---------- | ---------- |
| 2003       | 1          | 0          |
| 2004       | 1          | 0          |
| 2005       | 2          | 0          |
| 2006       | 2          | 0          |
| 2007       | 12         | 1          |
| 2008       | 7          | 2          |
| 2009       | –          | –          |
| 2010       | 2          | 0          |
| 2011       | 5          | 0          |
| 2012       | 3          | 0          |
| 2013       | –          | –          |
| 2014       | 4          | 1          |
| 2015       | 1          | 0          |
| 2016       | 17         | 4          |
| 2017       | 10         | 1          |
| 2018       | 8          | 1          |
| Total      | 80         | 10         |